# Lisa Borders
Pour les articles homonymes, voir Borders.
Lisa Michelle Borders dite Lisa Borders, née le 25 novembre 1957 est une personnalité politique et du monde des affaires américaine. Dirigeante américaine de basket-ball, elle est présidente de la WNBA de mars 2016 à octobre 2018.

## Biographie
Poussée par ses parents, elle intègre une école indépendante en 1969 à une époque contemporaine du combat pour les droits civiques où il n'y a qu'a que deux puis une seule Noire - elle- parmi les élèves. Lisa Borders est diplômée — en français — de l'Université Duke et de l'Université du Colorado. Elle est membre du Board of Trustees de Duke aux côtés du PDG d'Apple Tim Cook et du commissaire de la NBA Adam Silver.
Elle travaille d'abord une quinzaine d'années dans le secteur de la santé. Elle est présidente du conseil d'administration des femmes médecins spécialiste d'Atlanta et vice-présidente d'Healthcap Atlanta. Elle est ensuite PDG de LMB LLC, une entreprise de conseil, puis devient vice-présidente  de Cousins Properties Incorporated et présidente de Cousins Properties Foundation.
En août 2004, elle s'implique avec le candidat à la mairie d'Atlanta en Géorgie lors d'une élection spéciale. Réélue triomphalement en 2005, elle devient présidente du conseil municipal et vice-maire jusqu'en janvier 2010, avant d'être coresponsable de l'équipe de transition pour le nouveau maire Kasim Reed. En 2007, elle entre en relation avec Donna Orender pour la création d'une nouvelle franchise qui sera le Dream d'Atlanta : « J'aime le basket-ball et j'en comprends le jeu. Quand j'ai vu la possibilité de combler l'attente des femmes au-delà de l'université, j'ai sauté sur l'opportunité d'apporter le Dream à la ville en 2008. » En 2010, elle fonde No Labels, une association de bienfaisance transpartisane.
Elle prend en mains la levée de fonds pour le plus grand hôpital public d'Atlanta, havre d'une population déshéritée et qui faillit fermer ses portes en 2008. A la présidence de Henry W. Grady Health System Foundation, elle collabore à de nombreuses opérations pour le pérenniser.
Elle devient ensuite vice-présidente des Global Community Affairs de The Coca-Cola Company.

## WNBA
Après la démission de Laurel J. Richie en novembre 2015, la WNBA annonce le 10 février sa nomination comme quatrième présidente de la ligue à compter du 21 mars 2016. Borders est la seconde femme noire à diriger une ligue sportive majeure, succédant à Richie.
Après la fusillade à Dallas qui cause la mort de cinq policiers, consécutive à deux homicides de personnes noires par des policiers blancs début juillet 2016, les quatre sélectionnées olympiques du Lynx du Minnesota (Lindsay Whalen, Maya Moore, Rebekkah Brunson et Sylvia Fowles) tiennent à Dallas une conférence de presse avant la rencontre les opposant aux Wings de Dallas et portent un tee-shirt noir sur lequel est inscrit notamment « Change starts with us. Justice & Accountability. Black Lives Matter ». Les équipes du Fever de l'Indiana, du Liberty de New York et du Mercury de Phoenix et leurs joueuses arborant des tee-shirts noirs à l'échauffement, la WNBA condamne les franchises à des amendes de 5 000 dollars et les joueuses à 500 dollars pour ne pas avoir porté le matériel du sponsor officiel. Cette décision est critiquée par le joueur NBA Carmelo Anthony et plusieurs joueuses comme Tina Charles, la présidente du syndicat des joueuses Tamika Catchings. Le syndicat des joueuses se dit très déçu de ce choix de la ligue. Alors que la NBA vient de boycotter la ville de Charlotte pour le NBA All-Star Game 2017 afin de protester la loi HB2 de l’état de Caroline du Nord, les sanctions de la WNBA suscitent une vague d’incompréhension relayée notamment par le hashtag #WeWillNotBeSilenced. Le 23 juillet, Lisa Borders annonce l'annulation des sanctions : « Chacun de nous, au sein de la WNBA, avons le plus grand respect pour la liberté d’expression des joueuses sur des sujets qui leur importent. Si nous attendons d’elles qu’elles respectent les règles de la ligue et sa ligne directrice en termes d’uniforme, nous comprenons leur désir d’utiliser leur voix pour discuter de questions sociétales importantes. Puisque la ligue fait une pause jusqu’au 26 août pour les Jeux Olympiques, nous projetons d’utiliser ce temps pour travailler avec nos joueuses et leur syndicat sur des moyens de partager leurs opinions auprès des fans et du public et nous les avons informées que nous annulons les amendes récemment imposées. » En octobre 2018, elle quitte la WNBA pour devenir présidente et directrice de mouvement féministe Time's Up.